# Ang Thong (tỉnh)
Ang Thong (tiếng Thái: อ่างทอง, phát âm [ʔàːŋ tʰɔ̄ːŋ]) là một tỉnh miền Trung của Thái Lan. Các tỉnh giáp ranh tỉnh này (từ phía bắc theo chiều kim đồng hồ) là Sing Buri, Lopburi, Ayutthaya và Suphanburi.

## Địa lý
Ang Thong bắc ngang qua sông Chao Phraya và sông Noi. Tỉnh không có nhiều núi, rừng và hầu hết là đất nông nghiệp. Hai con sống kết hợp cùng nhiều kênh rạch (khlong) cung cấp đủ nước cho việc canh tác lúa tại địa phương.

## Lịch sử

Tượng của Khun Rong Palat Chu

Ang Thong được biết đến với cái tên Wiset Chai Chan và tọa lạc trên sông Noi. Nó đã từng là một thị trấn biên giới quan trọng của vương quốc Vương quốc Ayutthaya trong cuộc chiến tranh với Miến Điện do sông Noi được xem như một chướng ngại tự nhiên ngăn cản việc tiến công của quân Miến.
Trong khoảng thời gian trị vì của vua Taksin, thành phố chính của tỉnh được chuyển về sông Chao Phraya, đặt tên là Ang Thong vì sông Noi đã trở nên nông hơn để phục vụ cho giao thông đường thủy.

## Biểu tượng
Con dấu của tỉnh thể hiện những bông lúa nằm trong một bát nước. Nó thể hiện thế mạnh của tỉnh như là một trong những nơi sản xuất lúa gạo chính của đất nước.
Loài cây biểu tượng là cây Gaub (Diospyros malabarica).

## Các đơn vị hành chính
Tỉnh được chia ra làm 7 huyện (Amphoe). Và dưới cấp huyện là 81 xã (tambon) và 513 làng (muban).
| 1. Mueang Ang Thong 2. Chaiyo 3. Pa Mok 4. Pho Thong | 1. Sawaeng Ha 2. Wiset Chai Chan 3. Samko |

## Chỉ số thành tựu con người năm 2017
| Sức khỏe                                                                       | Giáo dục | Việc làm   | Thu nhập |
|                                                                                |          |            |          |
| 76                                                                             | 23       | 68         | 55       |
| Nhà ở                                                                          | Gia đình | Vận chuyển | Hợp tác  |
|                                                                                |          |            |          |
| 27                                                                             | 75       | 35         | 28       |
| Tỉnh Ang Thong, với giá trị HAI 2017 đạt 0,5298 ở mức "thấp", giữ thứ hạng 69. |          |            |          |

Từ năm 2003, Chương trình Phát triển Liên Hợp Quốc (UNDP) ở Thái Lan đã theo dõi tiến bộ về phát triển con người ở cấp địa phương bằng cách sử dụng chỉ số thành tựu con người (HAI), một chỉ số tổng hợp bao gồm tất cả tám lĩnh vực chính của phát triển con người. Ban Phát triển Kinh tế và Xã hội Quốc gia (NESDB) đã đảm nhận nhiệm vụ này kể từ năm 2017.
| Hạng    | Phân loại    |
| 1 - 15  | "cao"        |
| 16 - 30 | "khá cao"    |
| 31 - 45 | "trung mình" |
| 45 - 60 | "khá thấp"   |
| 61 - 77 | "thấp"       |

| Bản đồ tỉnh và chỉ số thứ hạng HAI 2017 |
|                                         |